# 市木尾呂志村
市木尾呂志村（いちぎおろしむら）は三重県南牟婁郡にあった村。現在の御浜町の中部にあたる。

## 地理
- 海洋：熊野灘
- 山岳：浅間山、西ノ峯山、高チラ山、鵯山、丸山、大瀬山、高山
- 河川：市木川、尾呂志川

## 歴史
- 1956年（昭和31年）9月30日 - 市木村・尾呂志村が合併して発足。
- 1958年（昭和33年）9月1日 - 阿田和町・神志山村と合併して御浜町が発足。同日市木尾呂志村廃止。

## 交通

### 鉄道路線
- 日本国有鉄道
  - 紀勢西線（現・紀勢本線）
    - 紀伊市木駅 - 神志山駅

### 道路
- 国道170号（現・国道42号）